# Mušov (accampamento romano)
Il campo militare romano di Mušov si trova nella Repubblica Ceca nei pressi del vecchio comune di Mušov, non lontano dal fiume Thaya. Costituisce uno dei più importanti siti costruiti dall'esercito romano dell'epoca di Marco Aurelio, nell'ambito del progetto di occupazione della Marcomannia e della sua trasformazione in provincia romana.
Il complesso era distante soli 80 km a nord dell'antico limes pannonico costituito dal fiume Danubio e dai castra legionari di Vindobona e Carnuntum.

## Storia

### Dall'età del Bronzo all'occupazione germanica
Sappiamo che sulla vicina collina, chiamata Burgstall, esisteva un antico villaggio germanico fin dalla fine del I secolo a.C. Il sito fu però utilizzato fin dai tempi della prima età del Bronzo, con riscontri alle antiche culture di Hallstatt e La Tène.
Una volta divenuto re della popolazione germanica dei Marcomanni, un certo Maroboduo, quest'ultimo fu costretto a migrare dalle fertili pianure a sud del fiume Meno dove risiedeva il suo popolo, fino alla regione racchiusa dalle montagne della Selva Ercinia (attorno al 9-6 a.C.). Il motivo era dovuto alle crescenti minacce provocate dalle armate romane del figliastro di Augusto, Druso maggiore, e di essere quindi territorio di conquista dell'Impero romano (12-9 a.C.).
Maroboduo cercava, infatti, un luogo ben protetto, che potesse rendere il suo regno ancor più potente. La località così individuata era una regione di fertili pianure, racchiusa da una catena di monti scoscesi e ricchi di foreste, quindi facilmente difendibile, ma occupata da un altro grande popolo: quello dei Boi, di chiara origine celtica. Maroboduo li affrontò in battaglia, ed una volta battuti, non disdegnando il loro livello tecnico/culturale più evoluto, costituì un regno insieme a questo nobile popolo, oltre a tutta una serie di popoli confinanti (tra cui i Quadi, che a quel tempo occupavano la regione di Mušov).

### L'avanzata romana sotto Augusto (6 d.C.)
Gli studiosi moderni ritengono che il sito fu utilizzato per la prima volta dai Romani nel 6, quando Tiberio era in procinto di lanciare l'offensiva finale contro i Marcomanni di Maroboduo, nel cuore della Boemia. Il regno di Maroboduo era diventato certamente scomodo per il vicino Impero romano, come in passato lo era stato quello dei Daci, Burebista.
Augusto non poteva permettere che un regno, divenuto così potente e vasto, potesse essere tanto vicino ai confini dell'impero romano, tanto più che i piani strategici generali prevedevano di spostare i confini europei imperiali più ad est, portandoli dal fiume Reno al fiume Elba, ed inglobandone, pertanto, anche la Boemia. Ma il piano finale doveva fallire. Velleio Patercolo ci informa, infatti, che a soli cinque giorni prima che gli eserciti di Tiberio e Saturnino potessero riunirsi, furono fermati dalla grande rivolta scoppiata in Pannonia e Dalmazia (6-9).

### L'occupazione della Marcomannia (172-180)

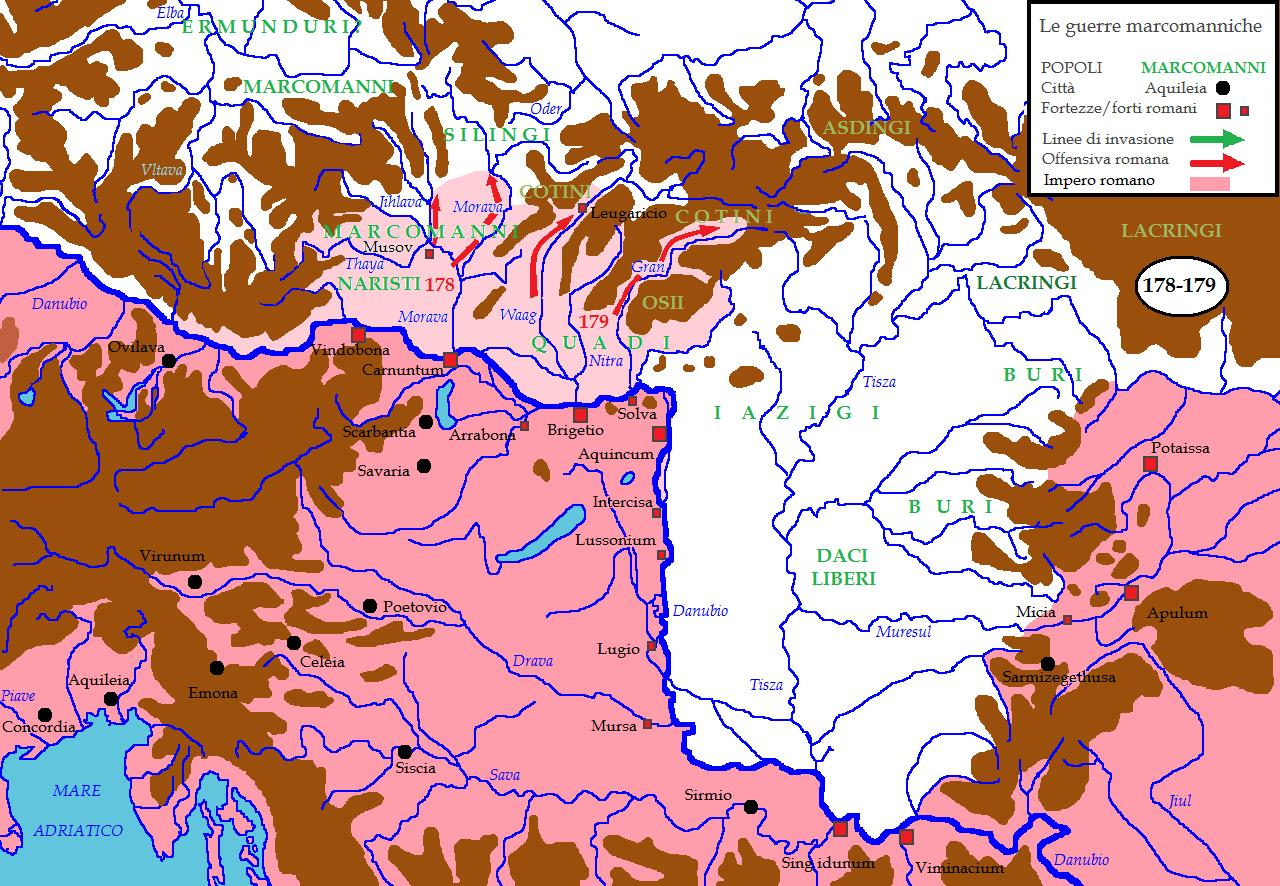
La Marcomannia a nord del Danubio, nell'attuale Moravia e Slovacchia occidentale.

Poco meno di due secoli più tardi, nel corso delle guerre marcomanniche di Marco Aurelio degli anni 166-188. Qui furono infatti creati tutta una serie di accampamenti militari romani, con edifici in muratura, anche termali. Doveva diventare la futura capitale (o certamente uno dei centri principali) della nuova provincia di Marcomannia.
Nel corso di questi anni di guerra (172-180 d.C.) i Romani, grazie anche all'imponente Classis Pannonica, che permetteva il trasporto e l'approvvigionamento delle armate di terra, risalirono i fiumi della futura provincia di Marcomannia:
- Morava (o March), Thaya, Dyje e Jihlava, a nord della fortezza legionaria di Carnuntum;
- Nitra, Waag (o Vah) a nord della fortezza legionaria di Brigetio;
- e Hron (dal latino "Granua") a nord del forte di Solva.

Essi riuscirono, quindi, ad occupare buona parte dei territori a nord del Danubio, sottomettendo totalmente le popolazioni abitanti l'odierna Moravia e Bassa Austria (Naristi, Marcomanni e Cotini), confinanti con la provincia romana della Pannonia superiore.

## Archeologia del sito
I primi ritrovamenti provenienti dal sito risalirebbero al XVII secolo, anche se il primo programma di scavi archeologici ebbe inizio negli anni 1926-1928 sotto la guida di A.Gnirs. Sono proseguiti nel 1949 con G.Hejzlar, e le esposizioni degli anni 1976-1977. Ma è solo dal 1985 che le ricerche si sono intensificate.
In località Burgstall/Hradisko, le fortificazioni scoperte consistono in un muro di terra con una palizzata di legno. Due grandi edifici in pietra erano dotati di ipocausto. I ritrovamenti sparsi ne suggeriscono l'utilizzo militare di tutta l'area di circa 10 ettari. Caserme e luoghi di lavoro sono stati scoperti nella zona orientale.
In località Pískách sono stati trovati ben quattro accampamenti romani dell'epoca delle guerre marcomanniche, il più grande dei quali occupava (prima dell'inondazione "artificiale") un'area complessiva di 38 ettari (670 x 560 x 630 x 620 m). Sono state, inoltre, trovate alcune teguale legionarie e iscrizioni della legio X Gemina, che apparterrebbero a questa unità, di stanza a Vindobona, ma presente in Marcomannia ai tempi dell'imperatore Marco Aurelio con sue vexillationes. Sono state, inoltre, trovate tracce di un edificio (forse la casa del comandante), costruito in muratura delle dimensioni di 21x7 metri, all'interno del quale, sotto i pavimenti era presente un sistema di riscaldamento come avveniva nel calidarium delle terme romane.
Questo sito archeologico doveva essere probabilmente la futura capitale della "costituenda" provincia di Marcomannia, abbandonata da Commodo alla fine del 180 o poco più tardi.
Nel corso delle campagne di scavo dal 1985 al 1995 sono stati trovati una serie di oggetti tra cui: terra sigillata, monete, fibule, armi e attrezzature (paraguance di elmo, raccordi), utensili (per piallatura, scalpelli, martelli), piastre, catene, chiodi, anelli.